# Sotto il sole nero
Sotto il sole nero è un film del 2005 diretto da Enrico Verra.
Si tratta dell'opera prima del regista Enrico Verra.

## Distribuzione
È uscito nelle sale nel 2005.

## Riconoscimenti
- 2005 - Festival du Film Italien de Villerupt
  - Miglior film